# 罕用字体表
罕用字体表（かんようじたいひょう）は、1983年10月に中華民国教育部が発表した漢字表で、漢字18,388字を収録し、その標準字体を示したものである。「罕」は稀（まれ）、あまり見かけないことを意味し、「罕用字」は漢字のうち常用字と次常用字（常用字に次ぐ使用頻度の字）とを除いたものを指す。別名「丙表」。